# Zapadna Xia
Dinastija Zapadna Xia  (kineski: 西夏, pinyin: Xī Xià) ili Tangutsko Carstvo, među Tangutima i Tibetancima poznato kao Minyak (彌藥) je bila država koja je postojala od 1038. do 1227. godine na području sjeverozapadne Kine, odnosno današnjih pokrajina Ningxia, Gansu, istočni Qinghai, sjeverni Shaanxi, sjeveroistčni Xinjiang, jugozapadne Unutarnje Mongolije i južne Vanjske Mongolije, pri čemu je imala površinu od oko 800.000 kvadratnih kilometara Poznata je po tome što su je iznimno brutalno uništili Mongoli pri čemu su bili razoreni svi njezini gradovi i spaljeni svi tekstovi. Zbog toga su njezin osnutak i postojanje dugo vremena bili predmetom povjesnih dvojbi, sve dok u moderno doba nije potvrđeno arheološkim i drugim istraživanjima. 
Zbog svog položaja na trgovačkim putovima između Sjeverne Kine i Središnje Azije, tzv. Hexi koridoru, Zapadna Xia je bila u prilici uživati kulturne blagodati svojih susjeda, a imala je i značajna dostignuća na poljima književnosti, umjetnosti, glazbe i arhitekture Uspješan otpor suparničkim državama i dinastijama kao što su Liao, Song i Jin se tumači uspješnom vojnom organizacijom ali i inovacijama među kojim se ponekad spominje i vatreno oružje.

## Povijest
Tangutsku državu su osnovala mongolska Tuoba i Xianbei plemena za vrijeme velikog kraljevstva Tuyuhun (285. – 670.). Od 670. god. tangutska plemena su u strahu od Tibetanskog carstva potražili zaštitu kineske dinastije Tang i car Dadzun ih je naselio u Ordos. Tanguti su bili vjerni dinastiji Tang, i nakon što su pomogli gašenju Huang Chao bune 881. god., Tang dvor ima je prepustio kontrolu nad bivšom državom Xia (Xia Zhou) u današnjem sjevernom Shaanxiju. No nakon pada dinastije Tang 907. god., Tanguti postaju gotovo neovisni i zadržali su svoju autonomiju tijekom razdoblja poznatog kao „Pet dinastija i Deset kraljevstava”.
Tangutsko Carstvo je osnovano oko 982. god. kada je na vlast došao Li Durnin, ali je tek 1038. god. njegov sin Jingzong (Dzindzun) proglašen za cara koji je zahtijevao jednaka prava koja su imali carevi dinastije Song. Nakon dugotrajnih diplomatskih pregovora 1043. god. Sung car je priznao ta prava u zamjenu za godišnji danak. U vrijeme Jingzonga nastalo je tangutsko pismo i mnoga kineska klasična djela prevedena su na tangutski jezik.
Nakon smrti cara Jingzonga 1048. god., novi car Yizong (Izu) je imao samo dvije godine i njegova majka je vladala kao regent. Tijekom njezine vladavine dinastija Liao je napala zemlju i stavila ga pod podaništvo. God. 1067., novi car je postao Huizong (Huydzun), no njegova majka ga je stavila u kućni pritvor, preuzela vlast i započela rat protiv Songa. Nakon neuspjeha u ratu Huizong se vratio na vlast.
God. 1086., carem je postao car Chongzong (Chundzun) i njegova baka, majka Huizonga, je ponovno postala regent. Ona započinje ratu s dinastijama Liao i Song, no opet doživljava neuspjeh i Chongzong osobno preuzima vlast. On zaustavlja ratove i usredotočuje se na unutarnje jačanje države. God. 1115., Džurdži su napali sjevernu Kinu i utemeljili dinastiju Jin. God. 1123., car dinastije Liao je pobjegao od njihova osvajanja u Zapadnu Xia, ali je i Chongzong bio prisiljen predati se i prihvatiti podaništvo dinastije Jin. Nakon što je Jin uništio sjeverni Song, car Chongzong se pridružio ratu i pridružio Zapadnoj Xiji određena područja sjevernog Songa.
Car Renzong (Zhandzun) je vladao od 1139. – 1193. god., pri čemu je Zapadna Xia ostvarila unutarnju stabilnost i gospodarski rast. Nakon njegove smrti, car je postao Huanzong (Huandzun), čije je vladavina obilježena korupcijom i gospodarskim padom, te se smatra početkom pada Tangutskog carstva. On je započeo i rat s Mongolskim Carstvom, koje je povelo šest vojnih pohoda protiv Zapadne Xije: 1202., 1207., 1209. – 1210., 1211. – 1213., 1214. – 1219. i 1225. – 1226. god.
God. 1206., Xiangzong (Syandzun) je organizirao državni udar protiv Huanzonga i ubio ga, uzimajući prijestolje. God. 1207., on je popustio Mongolima i svoju kćerku udao za Džingis-kana. Tada je počeo rat protiv Jina koji je trajao deset godina, pri čemu su se znatno smanjile obje zemlje. God. 1211., izveden je novi državni udar koji je na vlast doveo Shenzonga (Shendzun). God. 1216. Mongoli su od Tangutskog Carstva tražili da pošalje vojnike u rat protiv muslimana. Iako je car Shenzong želio poslušati, njegov dvor ga je uvjeravao da to ne učini. Nakon povratka Džingis-kana iz srednje Azije 1221. god., car Shenzong je prepustio vlast svom sinu, caru Xianzong 1223. god. Džingis-kan je 1225. poveo 180.000 vojnika na Zapadnu Xiju i osvajajući, i potpuno uništavajući, grad po grad polako napredovao prema jugu. Xianzong se pokušao oduprijeti, ali je poginuo u borbama kod drugog najvećeg grada Zapadne Xije, Wuweija, u kolovozu 1226. god. Njegov nasljednik, car Mozhu (Modi), je bio posljednji tangutski vladar. Iako se pokušao pomiriti s Mongolima, pogubio ga je sin Džingis-kana, Toluen, 1227. god.i tangutska zemlju pripojio Mongolskom carstvu. Tada je uslijedilo nemilosrdno pustošenje Yinchuana, ubijanje stanovnika, rušenje carskih grobnica i potpuno uništenje države Zapadna Xia koje neki smatraju jednim od prvih genocida u povijesti, ali i vrlo uspješni etnocid. Veoma mali broj pripadnika carskog klana je pobjeglo u zapadni Sečuan, sjeverni Tibet (uz rijeku Yarlung), pa čak možda i u sjeverozapadnu Indiju, gdje su u nekim slučajevima postali lokalnim vladarima. Stanovništvo koje je ostalo u Kini, u današnjim pokrajinama Henan i Hebei, njegovalo je kulturu Zapadne Xije do vremena dinastije Ming, od kada više od njih nema ni traga ni glasa.

## Popis careva Zapadne Xije
| Hramsko ime (Miao Hao 廟號)                            | Postumno ime (Shi Hao 諡號) | Rodno ime (姓名 xìngmíng) | Godine vladavine |
| ------------------------------------------------------ | --------------------------- | ------------------------- | ---------------- |
| Konvencionalno: Prezime + hramsko ime ili postumno ime |                             |                           |                  |
| Jǐngzōng 景宗                                          | Wǔlièdì 武烈帝              | Lǐ Yuánhào 李元昊         | 1038. – 1048.    |
| Yìzōng 毅宗                                            | Zhāoyīngdì 昭英帝           | Lǐ Liàngzuò 李諒祚        | 1048. – 1067.    |
| Huìzōng 惠宗                                           | Kāngjìngdì 康靖帝           | Lǐ Bǐngcháng 李秉常       | 1067. – 1086.    |
| Chóngzōng 崇宗                                         | Shèngwéndì 聖文帝           | Lǐ Qiánshùn 李乾順        | 1086. – 1139.    |
| Rénzōng 仁宗                                           | Shèngzhēndì 聖禎帝          | Lǐ Rénxiào 李仁孝         | 1139. – 1193.    |
| Huánzōng 桓宗                                          | Zhāojiǎndì 昭簡帝           | Lǐ Chúnyòu 李純佑         | 1193. – 1206.    |
| Xiāngzōng 襄宗                                         | Jìngmùdì 敬穆帝             | Lǐ Ānquán 李安全          | 1206. – 1211.    |
| Shénzōng 神宗                                          | Yīngwéndì 英文帝            | Lǐ Zūnxū 李遵頊           | 1211. – 1223.    |
| Xiànzōng 獻宗                                          | none                        | Lǐ Déwàng 李德旺          | 1223. – 1226.    |
| Mòdì 末帝                                              | none                        | Lǐ Xiàn 李晛              | 1226. – 1227.    |

## Poveznice
- Tanguti
- Kineska povijest
- Kineska kultura
- Kineska umjetnost

## Vanjske poveznice
- 西夏研究 (kin.)

| prethodnik Dinastija Liao | Dinastije u kineskoj povijesti 1038. – 1227. | nasljednik Mongolsko Carstvo |